# مارسلو بوستانته
مارسلو بوستانته (انگلیسی: Marcelo Bustamante؛ زادهٔ ۱۷ فوریهٔ ۱۹۸۰) بازیکن فوتبال اهل آرژانتین است.
از باشگاه‌هایی که در آن بازی کرده‌است می‌توان به باشگاه فوتبال ولز سارسفیلد، باشگاه فوتبال بانفیلد، و باشگاه فوتبال آرسنال ساراندی اشاره کرد.